# Михаил Сливков
Михаил Русев Сливков е български търговец и общественик, кмет на Стара Загора в периода октомври 1919 – май 1921 г.

## Биография
Роден е през 1868 г. в Ески Загра. Учи в класното училище в Ески Загра. След това става търговец. В отделни периоди е съдебен пристав към Старозагорския съд, член на ръководства на различни акционерни дружесва, членува също така и в Народната партия, както и в дружеството „Театър“, днес Народно читалище „Родина“. Умира в родния си град през 1937 г.